# Max Wachtel
Max Wachtel (* 14. März 1896 in Kiel; † 15. Oktober 1963 in Berlin) war ein deutscher Politiker (USPD/KPD/SED), Widerstandskämpfer und Gewerkschafter. Er war der erste Vorsitzende des Zentralvorstandes der Industriegewerkschaft Holz im FDGB.

## Leben
Wachtel, Sohn eines Büroangestellten, besuchte die Volksschule und erlernte anschließend den Beruf des Tischlers. Im Ersten Weltkrieg diente er ab Oktober 1914 als Soldat bei der Marine. Er wurde zunächst als Zimmermann auf der Kieler Werft der Marine, später dann zum Minenräumen in der Ostsee eingesetzt. 1917 trat er der USPD bei. Wegen seiner oppositionellen Haltung wurde er zweimal eingekerkert. Mit der IV. Minenräum-Flottille befand er sich im November 1918 vor der finnischen Küste bei Helsinki. Die Besatzungen bildeten dort einen Soldatenrat, in den Wachtel gewählt wurde. Mit der Revolutionären Volksmarinedivision kam er Ende 1918 nach Berlin und beteiligte sich dort an den Kämpfen.
1919 trat Wachtel dem Deutschen Holzarbeiter-Verband (DHV) und 1920 der KPD bei. Von 1920 bis 1929 wirkte er als Mitglied des Betriebsrats bei der General-Motors GmbH in Berlin-Borsigwalde. 1929 wurde er als Kommunist aus dem DHV ausgeschlossen. Danach arbeitete Wachtel hauptamtlich für die Revolutionäre Gewerkschafts-Opposition (RGO): Wachtel wirkte unter anderem als Leiter der Abteilung Betriebsräte Berlin-Brandenburg, war Vorsitzender des Betriebsräteausschusses Berlin sowie stellvertretender Vorsitzender des Initiativkomitees der Betriebsräte Deutschlands. Wachtel war zudem Mitglied des engeren Sekretariats der RGO Berlin-Brandenburg. Er war auch als Instrukteur der KPD-Bezirksleitung Berlin-Brandenburg tätig.
Nach der „Machtergreifung“ der Nationalsozialisten 1933 betätigte sich Wachtel weiterhin illegal. Bei den vorgezogenen Wahlen am 12. März 1933 wurde Wachtel in die Berliner Stadtverordnetenversammlung gewählt. Wie allen KPD-Mitgliedern wurde auch ihm noch vor der ersten Sitzung das Mandat entzogen, indem er von der neuen Versammlung ausgeschlossen wurde. Wachtel war zudem bereits am 10. März 1933 verhaftet worden und wurde erst im Dezember 1933 aus dem KZ Sonnenburg entlassen. Danach setzte Wachtel seine illegale Arbeit fort. Er war Mitglied des illegalen Bezirksausschusses der RGO Berlin und für die KPD im Unterbezirks Berlin-Wedding als Leiter einer Abschnittsleitung tätig. Wachtel versuchte mit anderen, neue Mitglieder für verbotene Gruppen anzuwerben und verteilte die Zeitung Der Rote Wedding. Am 16. Juni 1936 wurde er in Berlin erneut festgenommen und am 22. September 1937 vom Zweiten Senat des „Volksgerichtshofes“ zum Tode verurteilt. Im Urteil hieß es, Wachtel habe „auf den Senat den Eindruck eines ungewöhnlich verbissenen und gehässigen Kommunisten gemacht, der stur auf die Verwirklichung der bolschewistischen Revolution“ hinarbeite. „Durch seine rücksichtslose Einsatzbereitschaft und seine demagogische Rednergabe“ sei er „der geeignete Mann, um die Arbeiterschaft zu verhetzen und so die Volksgemeinschaft wieder zu zertrümmern“. Der Angeklagte sei auch „nach der Überzeugung des Senats in seiner Gesinnung niemals zu ändern“. Wachtel wurde in das Zuchthaus Berlin-Plötzensee verbracht. Die Todesstrafe wurde am 12. April 1938 in eine lebenslängliche Zuchthausstrafe umgewandelt. Bis zu seiner Befreiung am 27. April 1945 blieb Wachtel im Zuchthaus Brandenburg-Görden inhaftiert und war dort in der Tischlerei tätig. 

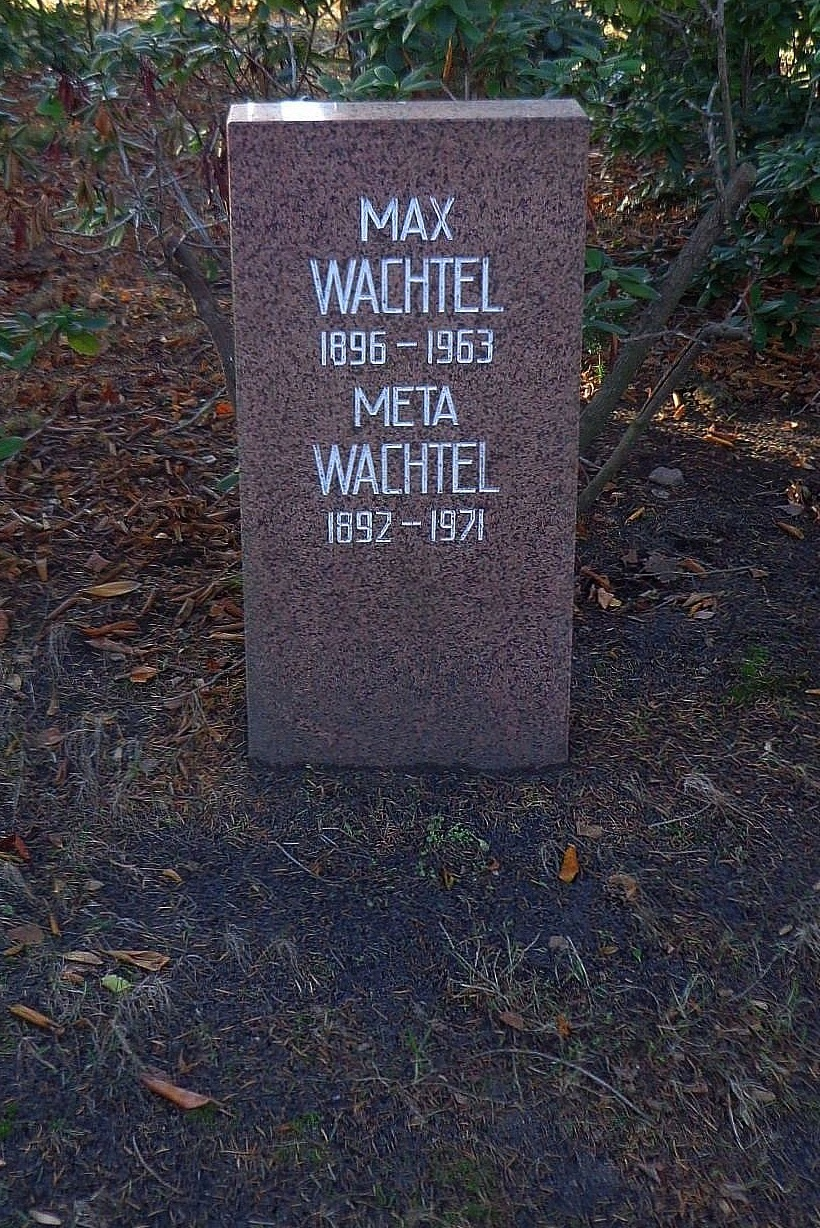
Grabstätte

1945 trat er wieder der KPD bei und wurde 1946 Mitglied der SED. Wachtel leitete 1945/46 die Polizeiinspektion in Berlin-Charlottenburg. Er wurde jedoch von der britischen Militärregierung des Amtes enthoben, anschließend war er für sechs Wochen Leiter der Polizeiinspektion Berlin-Mitte.
Wachtel beteiligte sich am Aufbau des FDGB in Groß-Berlin und war im Juni/Juli 1946 Sekretär des FDGB. Von Juli 1946 bis Juni 1950 fungierte Wachtel als Vorsitzender des Zentralvorstandes der IG Holz und gehörte von 1947 bis 1950 als Mitglied auch dem FDGB-Bundesvorstand an. 
Von 1950 bis 1952 war Wachtel Hauptgeschäftsführer der HO Möbelhaus und dann von 1952 bis 1961 Kaderleiter verschiedener Berliner Betriebe (VEB Ausbau, VEB Rohrleitungsbau, VEB Vergaser, VEB Osthafenmühle). 1961 trat er in den Ruhestand und wurde Mitglied der Veteranenkommission des Zentralvorstandes der IG Bau-Holz.
Max Wachtel starb am 15. Oktober 1963 in Berlin. Seine Urne wurde in der Grabanlage Pergolenweg des Zentralfriedhofs Friedrichsfelde beigesetzt.

## Auszeichnungen
- Fritz-Heckert-Medaille
- Vaterländischer Verdienstorden in Silber (1961)